# Mariusz Leja
Mariusz Leja (* 13. August 1987 in Wałbrzych) ist ein polnischer Biathlet.
Mariusz Leja ist Student und lebt in Czarny Bór. Er startet für AZS AE Wrocław und wird von Jerzy Szyda trainiert. Seine ersten internationalen Rennen bestritt er bei den Junioren-Wettbewerben der Sommerbiathlon-Weltmeisterschaften 2007 in Otepää. Bei den Wettkämpfen im Crosslauf trat er im Sprint an und wurde 36. bei den Rennen auf Skirollern belegte er die Plätze 34 im Sprint und 32 in der Verfolgung. In der Saison 2007/08 trat Leja regelmäßig im Biathlon-Europacup der Junioren an. Abschluss der Junioren-Karriere wurden für den Polen die Biathlon-Europameisterschaften 2008 in Nové Město na Moravě, bei denen er 51. im Einzel, 62. im Sprit und mit der Staffel Polens Sechster wurde.
Der Übergang zu den Männern in den Leistungsbereich erfolgte zu Beginn der Saison 2008/09. Sein erstes Rennen im IBU-Cup bestritt Leja in Obertilliach und wurde 65. eines Einzels. Erste Punkte gewann er bei einem Sprint in Nové Město na Moravě, den er als 37. beendete. Bislang sein bestes Resultat in der zweithöchsten Rennserie erreichte Leja wenig später als 32. eines Sprints in Osrblie. Zur ersten internationalen Meisterschaft bei den Männern wurden die Biathlon-Europameisterschaften 2009 in Ufa, bei denen der Pole 44. des Einzels wurde, 26. im Sprintrennen, 34. der Verfolgung und an der Seite von Tomasz Puda, Mirosław Kobus und Piotr Kotas mit der polnischen Staffel den 12. Platz belegte. Im folgenden Sommer nahm Leja an den Sommerbiathlon-Europameisterschaften 2009 in Nové Město na Moravě teil und lief auf den 30. Platz im Sprint und den 28. Platz im Massenstartrennen.
National gewann Leja 2006 bei den Polnischen Meisterschaften in Kiry mit Mirosław Kobus, Krzysztof Pływaczyk und Paweł Lasek für seinen Verein AZS AE Wrocław die Bronzemedaille im Staffelrennen. 2007 gewann er in Jakuszyce mit Piotr Kotas, Pływaczyk und Lasek die Silbermedaille, 2009 in Wisła mit Kotas, Mateusz Steć und Mateusz Matusik nochmals Bronze.